# Епархия Фебианы
Епархия Фебианы (лат. Dioecesis Febianensis) — титулярная епархия Римско-Католической церкви.

## История
Город Фебиана находилась в провинции Бизацена Римской империи. В первые века христианства Фебиана была местом одноимённой христианской епархии.
С 1951 года епархия Фебиана является титулярной епархией Римско-Католической церкви.

## Епископы
- епископ Сукцесиан (упоминается в 484 году);
- епископ Саллустий (упоминается в 641 году).

## Титулярные епископы
- епископ Лауреан Ругамбва (13.12.1951 — 25.03.1953) — назначен епископом Рутабо;
- епископ António de Campos (28.08.1954 — 9.08.1969);
- епископ Antonio Guízar y Valencia (24.08.1969 — 4.08.1971);
- епископ Carlos José Ruiseco Vieira (10.12.1971 — 28.03.1977) — назначен епископом Монтерии;
- епископ François Jacques Bussini (12.12.1977 — 28.12.1985) — назначен епископом Амьена;
- епископ Mario Luis Bautista Maulión (21.03.1986 — 8.05.1995) — назначен епископом Сан-Николас-де-лос-Арройса;
- епископ Antal Majnek OFM[1](9.12.1995 — 27.03.2002) — назначен епископом Мукачева;
- епископ Мариан Бучек (4.05.2002 — 16.07.2007) — назначен вспомогательным епископом епархии Харькова-Запорожья;
- епископ János Székely (14.11.2007 — по настоящее время).

## Источник
- Pius Bonifacius Gams, Series episcoporum Ecclesiae Catholicae, Leipzig 1931, стр. 465  (лат.)
- Stefano Antonio Morcelli, Africa christiana, Volume I, Brescia 1816, стр. 156—157  (лат.)